# Trembleya parviflora
Trembleya parviflora là một loài thực vật có hoa trong họ Mua. Loài này được (D. Don) Cogn. miêu tả khoa học đầu tiên.

## Hình ảnh

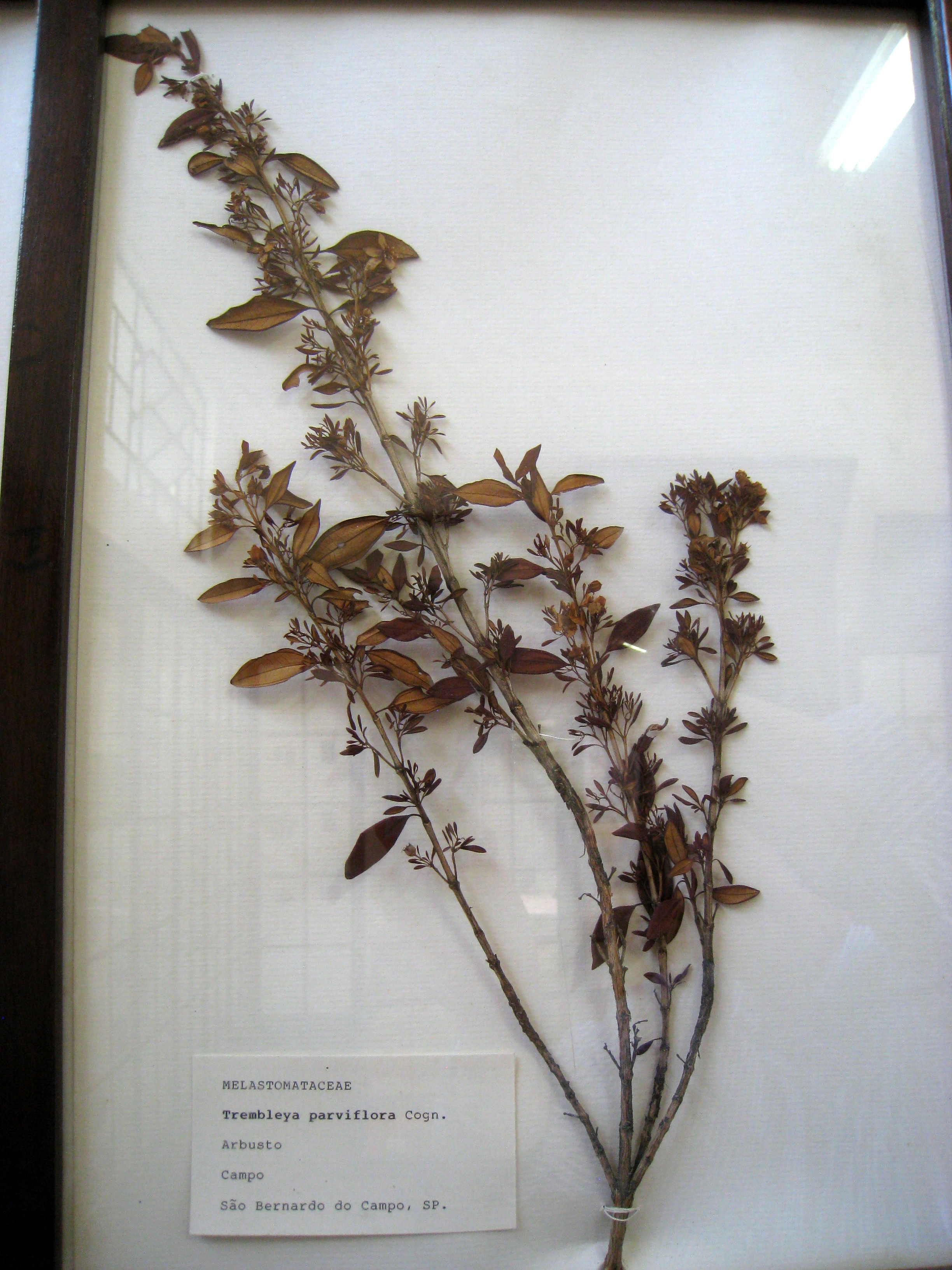